# Hutî, Konotop
Hutî (în ucraineană Гути) este un sat în comuna Kuzkî din raionul Konotop, regiunea Sumî, Ucraina.

## Demografie
Componența lingvistică a localității Hutî
     Ucraineană (93,88%)
     Rusă (4,79%)
Conform recensământului din 2001, majoritatea populației localității Hutî era vorbitoare de ucraineană (93,88%), existând în minoritate și vorbitori de rusă (4,79%).